# Akademisk Boldklub
L'Akademisk Boldklub o AB és un club de futbol danès de la ciutat de Copenhaguen.

## Història
El club va ser fundat el 1889 per un grup d'acadèmics de la universitat. Fou un dels clubs dominants del futbol danès a inicis del segle xix amb 9 campionats danesos entre el 1919 i el 1967.
Un dels més cèlebres futbolistes del club fou Harald Bohr, germà del científic Niels Bohr, qui també arribà a jugar alguns partits de porter. Altres futbolistes famosos del club foren Knud Lundberg i Karl Aage Hansen, que jugaren al club després de la Segona Guerra Mundial, període en què el club guanya 4 títols en 10 anys.
A partir dels anys 70 i sobretot des de la introducció del professionalisme als anys 80, el club deixà de ser dels punters del futbol danès, a excepció de finals dels 90 on el club jugà a primera divisió i guanyà la copa del 1998-99.

## Palmarès
- Lliga danesa de futbol (9): 1919, 1921, 1937, 1943, 1945, 1947, 1951, 1952, 1967
- Copa danesa de futbol (1): 1998-99
- Supercopa danesa de futbol (1): 1999

- 51 temporades a la primera divisió danesa
- 29 temporades a la segona divisió danesa
- 11 temporades a la tercera divisió danesa